# Stazione di Modena
La stazione di Modena è la principale stazione ferroviaria della città di Modena. Si trova lungo la ferrovia Milano-Bologna ed è capolinea della ferrovia Verona-Modena e della ferrovia Modena-Sassuolo, gestita da Ferrovie Emilia Romagna (FER).
La gestione dei locali commerciali e degli spazi legati all'attività ferroviaria è affidata a Rete Ferroviaria Italiana.
La stazione viene localmente definita come stazione grande di Modena o stazione grande, per differenziarla dalla Stazione di Modena Piazza Manzoni.

## Struttura e impianti
Il fabbricato viaggiatori non è quello originale del 1859 data in cui la stazione ferroviaria cominciò ad essere operativa: il fabbricato originale venne abbattuto e poi ricostruito nel 1920.
La struttura è composta da tre corpi: quello centrale si sviluppa su tre piani e l'accesso è garantito da cinque archi a tutto sesto su entrambi i lati del fabbricato, al primo piano ci sono altrettante finestre monofore rettangolari decorate da un cornicione; i due corpi laterali si sviluppano simmetricamente rispetto al corpo centrale, sono composte da due livelle e dispongono di sette archi a tutto sesto, al piano terra, altrettante finestre (come quelle del corpo centrale) al primo piano.
Le entrate di tutti e tre i corpi sono protette da una pensilina in ferro battuto sia per il lato binari sia per quello del fronte.
Il fabbricato viaggiatori è una struttura in muratura su pianta rettangolare.

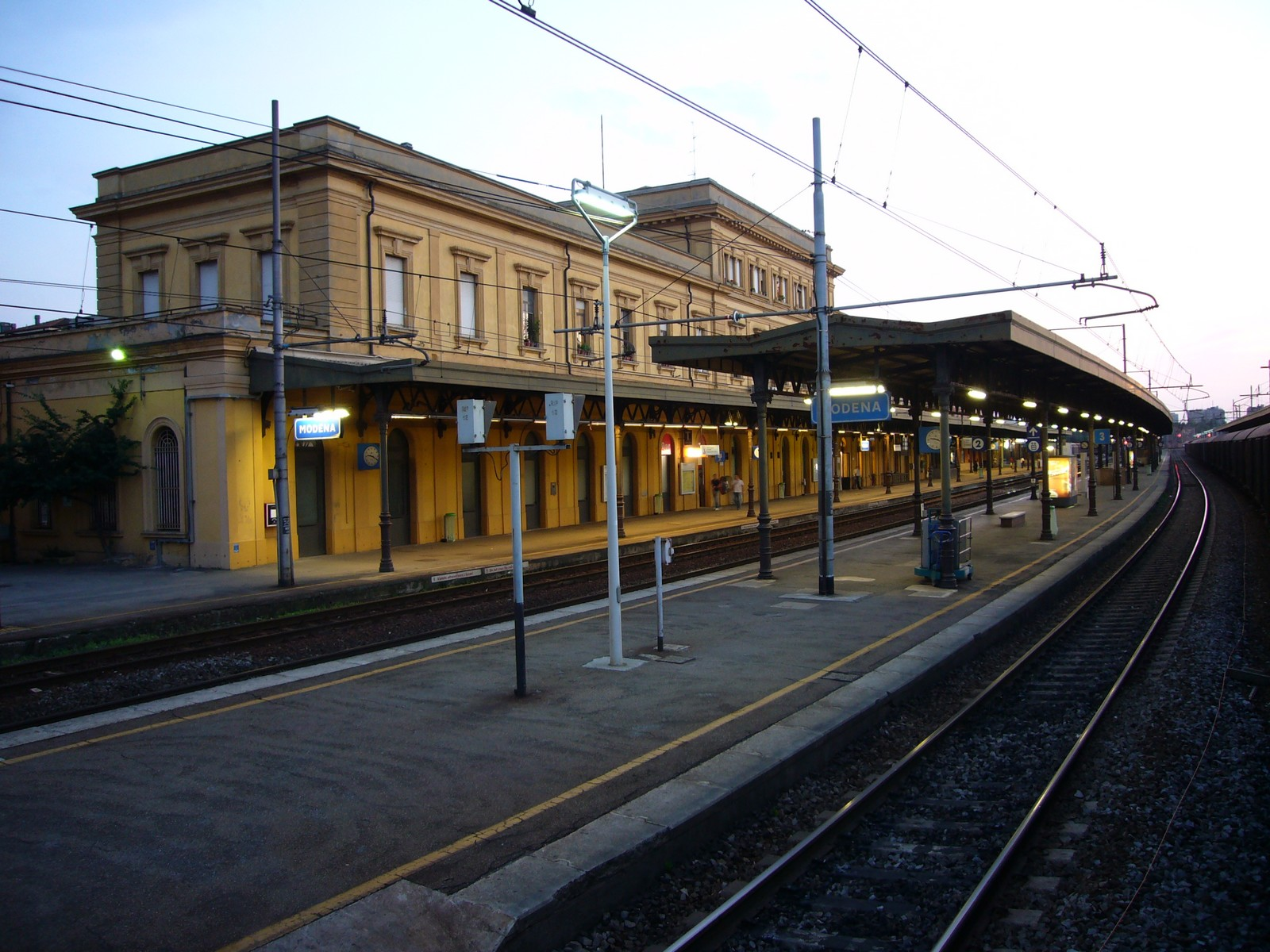
Lato binari

Tutti i binari sono dotati di banchina, riparati da una pensilina e collegati fra loro da un sottopassaggio.
La stazione è dotata di 8 binari dotati di marciapiede e di numerosi altri binari che costituiscono lo scalo merci.
Il binario 1 è su tracciato deviato ed è utilizzato per le precedenze fra treni in direzione Nord.
Il binario 2 è di corretto tracciato della linea Milano-Bologna ed è utilizzato dai treni pari.
Il binario 3 è di corretto tracciato della linea Milano-Bologna ed è utilizzato dai treni dispari.
Il binario 4 è su tracciato deviato ed è utilizzato per le precedenze fra treni in direzione Sud o per i treni che terminano la corsa.
Il binario 5 è tronco ed è utilizzato dai treni della linea Mantova-Modena.
Il binario 6 è di corretto tracciato per la linea Mantova-Modena (binario pari in uscita da Modena) ed è utilizzato dai treni diretti a Carpi/Mantova.
Il binario 7 è utilizzato dai treni per Sassuolo.
Tra il binario 6 e il binario 7 è presente un ulteriore binario dotato di marciapiede (usato raramente e solo per la sosta dei treni).

### Ristrutturazioni
Tra il 2005 e il 2006 la stazione venne interessata da importanti lavori di ristrutturazione portati avanti da Centostazioni grazie ad un cofinanziamento di RFI pari a 700 000 €.
I lavori hanno comportato i seguenti interventi: manutenzione della facciata esterna del fabbricato viaggiatori, della pensilina e del sottopassaggio; l'adeguamento a norma di legge degli impianti tecnologici; realizzazione di un nuovo piano interrato, il rifacimento dei servizi igienici, e il rinnovo dell'illuminazione sia interna che esterna.
L'intervento ha inoltre comportato la realizzazione di nuovi locali commerciali tra cui un bar Chef Express e McDonald's; solamente questi due locali hanno circa 40 dipendenti, un fatturato di 2,5 milioni di euro, circa 500 000 clienti all'anno, uno spazio due livelli pari a 360 mq che offre circa 130 posti a sedere.
A partire dal luglio 2015 la stazione è interessata da importanti lavori di ristrutturazione, con l'innalzamento dei marciapiedi dal binario 1 al 7, il completo rinnovo dei due sottopassaggi, la manutenzione straordinaria delle pensiline con eliminazione delle infiltrazioni d'acqua e nuova illuminazione a led, il rinnovo dei sistemi di informazione visivi e sonori e la ristrutturazione completa del fabbricato viaggiatori e dei servizi igienici. Gli interventi sono stati conclusi nel 2019.

## Movimento
La stazione è servita da treni regionali effettuati da Trenitalia Tper nell'ambito del contratto di servizio stipulato con la Regione Emilia-Romagna, nonché da collegamenti a lunga percorrenza operati da Trenitalia.
La stazione è capolinea della linea S5 (stazione di Bologna Centrale - Modena) del servizio ferroviario metropolitano di Bologna.
Al 2010, il numero dei passeggeri che annualmente frequentavano la stazione era pari a 6 milioni 500 000 unità.
Limitatamente al trasporto ferroviario regionale, a novembre 2019, la stazione risultava frequentata da un traffico giornaliero medio di circa 17 930 persone (9 595 saliti + 8 335 discesi).

## Servizi

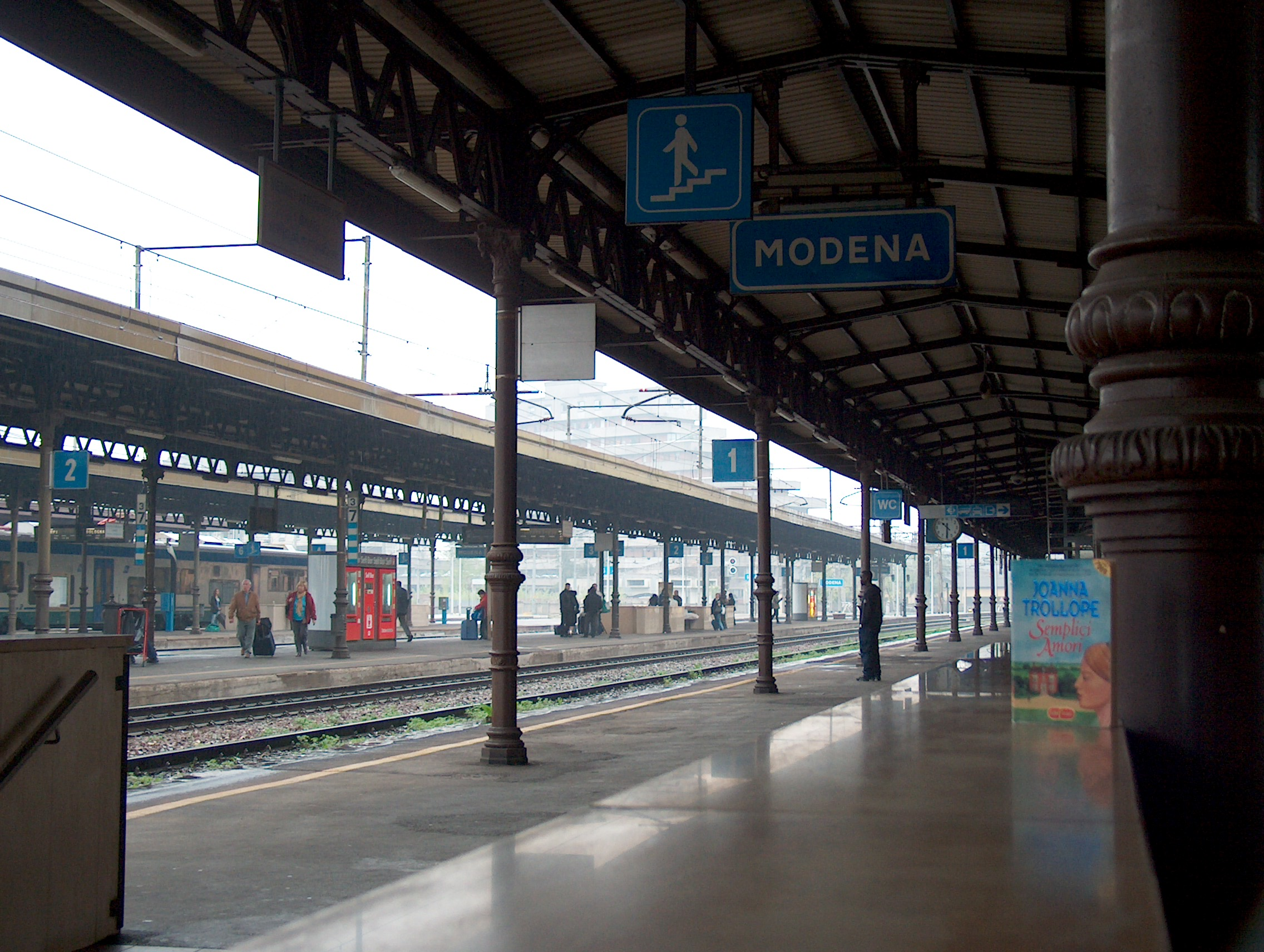
La banchina del binario 1

La stazione è classificata da RFI nella categoria gold.
La stazione offre i seguenti servizi:
- Bar
- Biglietteria a sportello
- Biglietteria automatica
- Negozi
- Posto di Polizia ferroviaria
- Sala d'attesa
- Servizi igienici